# Euglandina rosea
Euglandina rosea – gatunek drapieżnego lądowego ślimaka z rodziny Spiraxidae. Naturalnie występuje w południowo-wschodnich USA, ale od lat 50. XX wieku był celowo introdukowany do różnych rejonów świata, głównie na wyspy na Oceanie Indyjskim i Spokojnym, w celu zwalczania inwazyjnego gatunku Lissachatina fulica. W 1955 r. sprowadzony na Hawaje, doprowadził do wyginięcia 8 gatunków hawajskich ślimaków i zagroził wyginięciem szeregowi innych. Obecnie sam uznawany jest za gatunek inwazyjny.